# Sztáron Sándor
Sztáron Sándor, olykor Sztaron (Budapest, 1901. május 6. – Vác, 1929. október 28.) magyar vasmunkás.

## Élete
Sztaron András és Janis Erzsébet fiaként született, vallása evangélikus. 1924-ben 10 évi fegyházbüntetésre ítélték kormányzósértés címén és mert Horthy Miklós ellen merényletet szervezett. 1929-ben ő is részt vett a váci fegyházban megrendezett éhségsztrájkban. A foglyokat a börtön személyzete mesterségesen táplálta, hogy a sztrájkot letörhessék. Sztáron emiatt tüdőgyulladást kapott társával, Lőwy Sándorral együtt, s halálukat is ez okozta.

## Emlékezete
Vácott utca volt róla elnevezve, korábban gimnázium viselte a nevét (ma Madách Imre Gimnázium).